# Emanuelle in America
Emanuelle in America é um filme sexploitation italiano de 1977, o quarto de uma série estrelada por Laura Gemser, inspirada no filme de sucesso francês    Emmanuelle e suas sequências. 
Foi o segundo da série a ser dirigido por Joe D'Amato, e o primeiro a apresentar cenas de sexo depravado (uma cena controversa mostra uma mulher nua masturbando um cavalo) e de violência extrema (com imagens snuff simuladas), não algo que se encontra nos filmes franceses.

## Elenco
- Laura Gemser: Emanuelle
- Gabriele Tinti: Alfredo Elvize, Duque de Mont'Elba
- Roger Browne: The Senator
- Riccardo Salvino: Bill
- Lars Bloch: Eric Van Darren
- Paola Senatore: Laura Elvize
- Maria Pia Regoli: Diana Smith
- Lorraine De Selle: Gemini
- Marina Frajese: The Woman on the Beach